# District de Basse-Alsace
1871–1918
Entités précédentes :
- Bas-Rhin
- Vosges

Entités suivantes :
- Bas-Rhin

Le district de Basse-Alsace (en allemand Bezirk Unterelsaß ou Bezirk Unterelsass) était l'une des trois divisions administratives de l'Alsace-Lorraine. Le district allemand de Basse-Alsace, chef-lieu Strasbourg, correspondait à l'actuel Bas-Rhin.

## Contexte historique
L'Alsace-Lorraine désignait la nouvelle terre d'empire cédée par la France par le traité de Francfort du 10 mai 1871. La capitale du Land était Strasbourg (Straßburg à l'époque). Le Land dépendait directement de l'empereur, représenté par un Reichsstatthalter (gouverneur). 
Le Land fut une partie intégrante de l'Empire allemand de 1871 à 1918. Sa superficie était de 14 496 km2. Il comptait 1 874 014 habitants en 1910 et la densité démographique était de 129 habitants au km². Formé à partir des territoires français correspondant aujourd'hui à la Moselle, au Bas-Rhin et au Haut-Rhin, le Reichsland fut supprimé en 1919 par le traité de Versailles. Il disposait de trois voix au Bundesrat à partir de 1911.

## Organisation territoriale
Le district était subdivisé en Kreise. Un kreis allemand correspondait à un arrondissement français. Ce découpage administratif fut instauré en 1871, à la suite de l'annexion de l'Alsace-Lorraine, puis rétabli de 1940 à 1944.
Le district de Basse-Alsace comprenait les arrondissements suivants :
- Arrondissement de Strasbourg-Ville
- Arrondissement d'Erstein
- Arrondissement de Haguenau
- Arrondissement de Molsheim
- Arrondissement de Sélestat-Erstein moins l'ancien arrondissement d'Erstein et le canton de Geispolsheim
- Arrondissement de Strasbourg-Campagne
- Arrondissement de Wissembourg
- Arrondissement de Saverne

## Organisation institutionnelle

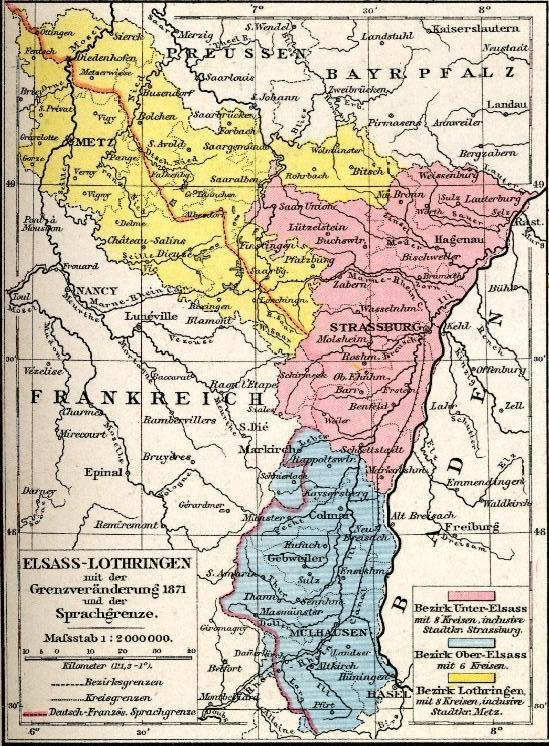
Les districts d'Alsace-Lorraine, incluant la frontière linguistique.

À la tête de chaque district, se trouvait un Bezirkspräsident, un président de district, équivalent à un préfet français. Chacun des trois districts d'Alsace-Lorraine possédait un Bezirkstag, une assemblée délibérante, constituée par des élus locaux.

## Évolution territoriale
Pendant la première annexion allemande, le district de Basse-Alsace désignait ce qui deviendra le département du Bas-Rhin en 1918. Le terme Haute et Basse-Alsace ne traduisent aucune notion de valeur, ils doivent être considérés selon un point de vue géographique, suivant le cours de l'Ill qui a donné son nom à la région (Elsass, soit approximativement Pays de l'Ill).

## Administrateurs civils (Bezirkspräsident)
| Président                             | Période   |
| ------------------------------------- | --------- |
| Karl von Ernsthausen                  | 1871–1875 |
| Carl Ledderhose                       | 1875–1879 |
| Otto Back                             | 1880–1886 |
| Joseph von Stichaner (Edler)          | 1886–1889 |
| Julius von Freyberg-Eisenberg (Baron) | 1889–1898 |
| Alexander Halm                        | 1898–1907 |
| Otto Pöhlmann                         | 1907–1918 |

## Statut auXXIesiècle
Les périodes d'annexion de droit (1870-1918) et de fait (1940-1944) de l'Alsace et de la Moselle à l'Allemagne ont eu des conséquences administratives dont les prolongements se font sentir encore de nos jours. L'Alsace-Moselle, qui désigne les trois départements du Bas-Rhin, du Haut-Rhin et de la Moselle, conserve de cette période un régime juridique spécifique en France. Le droit local en Alsace et en Moselle conserve en effet certaines dispositions mises en place par les autorités allemandes.